# 西町アパート前駅
西町アパート前駅（にしまちアパートまええき）は、北海道芦別市頼城町にあった三井芦別鉄道の駅（停留場・廃駅）である。

## 歴史
- 1958年（昭和33年）1月20日 : 三井鉱山の停留場（旅客のみ取り扱い）として開業。
- 1960年（昭和35年）10月1日 : 三井芦別鉄道に移管。
- 1972年（昭和47年）6月1日 : 三井芦別鉄道線の旅客営業廃止。事実上休止駅となる。
- 1989年（平成元年）3月26日 : 廃止。

### 現在
駅舎は残っていない。停留所周辺には路盤跡、踏切跡、木柵が残っている。

## 隣の駅
三井芦別鉄道
三井芦別鉄道線
緑泉駅 - 西町アパート前停留場 - 芦の湯前停留場